# Ахтруп
Ахтруп (њем. Achtrup) општина је у њемачкој савезној држави Шлезвиг-Холштајн. Једно је од 132 општинска средишта округа Нордфризланд. Према процјени из 2010. у општини је живјело 1.557 становника. Посједује регионалну шифру (AGS) 1054001.

## Географија
Ахтруп се налази у савезној држави Шлезвиг-Холштајн у округу Нордфризланд. Општина се налази на надморској висини од 11 метара. Површина општине износи 29,9 km².

## Становништво
У самом мјесту је, према процјени из 2010. године, живјело 1.557 становника. Просјечна густина становништва износи 52 становника/km².

## Међународна сарадња
| Мјесто    | Држава    | Врста сарадње | Од    |
| --------- | --------- | ------------- | ----- |
| Бирстонас | Литванија | партнерство   | 1997. |
| Тондерн   | Данска    | контакт       | 1972. |
| Извор     |           |               |       |